# Station Momoyamadai
Station Momoyamadai (桃山台, Momoyamadai-eki) is een spoorwegstation in Suita gelegen in de Japanse prefectuur Osaka. Het wordt aangedaan door de Namboku-lijn. De Namboku-lijn sluit direct aan op de Midosuji-lijn bij station Esaka. Hoewel de Namboku-lijn officieel geen deel uitmaakt van de metro, hebben de stations wel een stationsnummer van de Midosuji-lijn. Het station heeft het nummer M09.

## Treindienst

### Kitakyu(stationsnummer M09)
| 1 | ■Namboku-lijn | richting Esaka (Midosuji-lijn) |
| 2 | ■Namboku-lijn | richting Senri-Chūō            |

## Geschiedenis
Het station werd in 1970 geopend aan de Namboku-lijn ten behoeve van de expositie nabij Senri. In 2010 werd er een ingang aan de noordkant van het station geopend.

## Overig openbaar vervoer
Bij het station stoppen zowel bussen van Hankyu als touringcars, waarvan de laatstgenoemde ook bestemmingen buiten Kansai heeft.

## Stationsomgeving
- Momoyama-park
- Azall Momoyama (winkelcentrum)
- Hankyu Oasis
- Autoweg 423